# Galenara phyararia
Galenara phyararia là một loài bướm đêm trong họ Geometridae.